# Jun Suzuki (1989)
Jun Suzuki (鈴木 惇 Suzuki Jun?, nacido el 22 de abril de 1989 en Fukuoka, Fukuoka) es un futbolista japonés que se desempeña como centrocampista.

## Trayectoria

### Clubes
| Club           | País  | Año         |
| -------------- | ----- | ----------- |
| Avispa Fukuoka | Japón | 2007 - 2012 |
| Tokyo Verdy    | Japón | 2013 - 2014 |
| Avispa Fukuoka | Japón | 2015 -      |
| Oita Trinita   | Japón | 2017        |

## Estadística de carrera

### J. League
| Club           | Año   | J. League | J. League | Copa J. League | Copa J. League | Total | Total |
| Club           | Año   | Part.     | Goles     | Part.          | Goles          | Part. | Goles |
| -------------- | ----- | --------- | --------- | -------------- | -------------- | ----- | ----- |
| Avispa Fukuoka | 2007  | 4         | 0         | -              | -              | 4     | 0     |
| Avispa Fukuoka | 2008  | 18        | 1         | -              | -              | 18    | 1     |
| Avispa Fukuoka | 2009  | 39        | 0         | -              | -              | 39    | 0     |
| Avispa Fukuoka | 2010  | 24        | 1         | -              | -              | 24    | 1     |
| Avispa Fukuoka | 2011  | 30        | 1         | 2              | 0              | 32    | 1     |
| Avispa Fukuoka | 2012  | 36        | 3         | -              | -              | 36    | 3     |
| Tokyo Verdy    | 2013  | 39        | 1         | -              | -              | 39    | 1     |
| Tokyo Verdy    | 2014  | 34        | 1         | -              | -              | 34    | 1     |
| Avispa Fukuoka | 2015  | 36        | 9         | -              | -              | 36    | 9     |
| Avispa Fukuoka | 2016  | 9         | 0         | 5              | 0              | 14    | 0     |
| Oita Trinita   | 2017  | 39        | 5         | -              | -              | 39    | 5     |
| Total          | Total | 308       | 22        | 7              | 0              | 315   | 22    |